# Степнов, Михаил Никитович
Михаил Никитович Степнов (5 ноября 1927, Протекино, Зарайский район, Московская область — 26 сентября 2024) — заслуженный деятель науки и техники России (14.07.1993), профессор, доктор технических наук. Учёный в области исследования вероятностных закономерностей сопротивления усталостному разрушению материалов и элементов конструкций летательных аппаратов в связи с влиянием технологических, конструкционных и эксплуатационных факторов. 

## Биография
Родился 05.11.1927 в дер. Протекино Зарайского района Московской области. Учился в местной начальной и Мошоновской семилетней школах. Во время войны работал в колхозе.
В 1951 году окончил авиамеханический факультет МАТИ (Российский государственный технологический университет им. К.Э. Циолковского, позже воссоединён с МАИ). После распределения был оставлен на кафедре «Сопротивление материалов» в качестве лаборанта. Далее прошёл путь от ассистента до профессора кафедры, а с 1978 по 1993 год возглавлял её в качестве заведующего.  С 1955 г. кандидат, с 1967 г. — доктор технических наук. 

### Основные научные достижения
Является одним из ведущих учёных в области исследования вероятностных закономерностей сопротивления материалов и элементов конструкций летательных аппаратов усталостному разрушению в связи с влиянием технологических, конструкционных и эксплуатационных факторов.
Одним из первых в стране провёл широкое исследование эффективности поверхностного пластического деформирования применительно к элементам конструкций из лёгких сплавов, работающих в условиях переменных во времени нагрузок. В этом исследовании решён ряд принципиальных вопросов, открывших возможность внедрения поверхностного пластического деформирования как средства повышения ресурса элементов конструкций из лёгких сплавов. Обобщение результатов указанных исследований нашли своё отражение в кандидатской диссертации (1955 г.).
В 60-х годах им была предложена и внедрена технология поверхностного наклёпа в авиационной отрасли, в частности эта технология была применена для обкатки роликами барабанов колёс самолётов, что привело к значительному как техническому так и экономическому эффекту и увеличило ресурс обработанных деталей в 1,5-2 раза. В результате нововведения отпала необходимость строительства новых заводов, которые должны бы были производить в необходимом количестве детали взамен изношенных.
Является автором уникального исследования, позволившего экспериментально установить вероятностные закономерности рассеяния характеристик сопротивления усталости лёгких конструкционных сплавов, положенных впоследствии в основу современных вероятностных методов расчёта прочности и ресурса элементов конструкций летательных аппаратов. Установленные им количественные соотношения характеристик рассеяния усталостных свойств лёгких конструкционных сплавов в зависимости от комплекса металлургических и технологических операций при производстве полуфабрикатов и элементов конструкций с учётом условий эксплуатации изделий легли в основу разработки статистических методик по оценке эффективности технологических решений с целью обеспечения надёжности и ресурса элементов конструкций. Частично эти исследования нашли обобщение в докторской диссертации (1967 г.) и монографии.
Им проводились следования кинетики процесса усталостного разрушения элементов конструкций из лёгких сплавов, проведён комплекс исследований по косвенной оценке характеристик сопротивления усталости конструкционных материалов и методам ускоренных усталостных испытаний, позволяющих существенно сократить трудоёмкость и материальные затраты на испытания при доводке состава сплавов и оптимизации режимов технологических операций производства полуфабрикатов с учётом рассеяния усталостных характеристик. Впервые в мировой практике им были организованы и впоследствии проведены исследования по планированию косвенных механических испытаний и методам статистического анализа, полученных результатов.
Его научно-методические разработки привели к широкому внедрению в инженерную практику прогрессивных статистических методов анализа результатов механических испытаний.
Pа время своей научно-исследовательской деятельности опубликовал около 300 научных и научно-методических работ, среди которых 10 монографий, 7 ГОСТов (три из них международные), 3 методических указаний СЭВ, 6 методических указаний Госстандарта.
Член секции прочности Центрального правления НТО Машпром. Член трёх секций научного Совета ГКНТ по проблеме «Конструкционная прочность и разрушение». Член комиссии по стандартизации методов расчёта на прочность Госстандарта.

## Перечень наиболее значимых научных работ

### Монографии
- «Вероятностные методы оценки характеристик механических свойств материалов и несущей способности элементов конструкции»[3].
- «Усталость лёгких конструкционных сплавов».[2]
- Ускоренные испытания на усталость : [Учеб. пособие для заоч. курсов повышения квалификации ИТР в машиностроении] / М. Н. Степнов. Центр. правл. Науч.-техн. о-ва машиностроит. пром-сти. Ун-т техн. прогресса в машиностроении. — Москва : Машиностроение, 1975. — [1], 57 с. : граф.; 21 см.
- Планирование и статистическая обработка результатов усталостных и длительных статических испытаний материалов и элементов конструкций / С. В. Серенсен, М. Н. Степнов, Н. А. Бородин. — Москва : Машиностроение, 1970. — 85 с. : граф.; 22 см. — (Заочные курсы усовершенствования инженеров-конструкторов/ Науч.-техн. о-во машиностроит. пром-сти. Ун-т техн. прогресса в машиностроении).
- Статистические методы обработки результатов механических испытаний : Справочник / М. Н. Степнов. — М. : Машиностроение, 1985. — 231 с. : ил.; 22 см.
- Статистическая обработка результатов механических испытаний / М. Н. Степнов. — Москва : Машиностроение, 1972. — 232 с. : граф.; 21 см.
- Характеристики сопротивления усталости : расчётные методы оценки / М. Н. Степнов, С. Л. Чернышёв, И. Е. Ковалёв, А. В. Зинин. — Москва * Технология машиностроения, 2010. — 254, [1] с. : ил., табл. ; 21 см. — ISBN 978-5-89882-019-0
- Прогнозирование характеристик сопротивления усталости материалов и элементов конструкций / М. Н. Степнов, А. В. Зинин. — Москва : Инновационное машиностроение, 2016. — 391 с. : ил., табл.; 21 см; ISBN 978-5-9907308-0-9

### Справочники
- М. Н. Степнов. Статистические методы обработки результатов механических испытаний. — Москва. — Москва: Машиностроение, 1985. — 231 с.